# Vladimír V. Modrý
Vladimír V. Modrý (15. ledna 1907, Radčice u Plzně – 6. června 1976, Plzeň) byl český akademický malíř, ilustrátor, grafik a pedagog. 

## Život
Celý život prožil v Plzni, kromě let 1928–1932, kdy studoval na Vysoké škole uměleckoprůmyslové v Praze pod vedením profesorů Arnošta Hofbauera, Zdeňka Kratochvíla a Karla Špillara. Po návratu ze studií se stal členem Sdružení západočeských výtvarných umělců. Za 2. světové války se zapojil do odboje a byl 10 měsíců vězněn gestapem, v květnu 1945 se účastnil bojů za osvobození Plzně a byl těžce raněn. V roce 1946 obdržel medaili prezidenta republiky Za chrabrost před nepřítelem. Po únoru 1948 vystoupil z KSČ, kde byl od roku 1933, poté měl často problémy s nalezením práce. Byl zaměstnán jako učitel kreslení na různých plzeňských školách, měl i soukromé žáky, např. budoucí plzeňské malíře Miroslava Tázlera a Bronislava Losenického, ze školství posléze musel odejít, pracoval jako aranžér a kvůli špatnému zdravotnímu stavu byl od roku 1956 v invalidním důchodu. Od té doby se v ústraní věnoval své tvorbě. Ateliér měl v Keřové ulici č. 8 na Roudné. Jeho rodinu často živila manželka Věra, která pracovala jako zdravotní sestra. Jako výraz úcty a oddanosti k ní používal malíř přídomek V. ve svém jméně – Vladimír V. Modrý.  9. července 1949 se manželům narodil jediný syn Jiří, který je také malířem. 

## Dílo
Zpočátku se věnoval kresbě a ilustrování literárních děl (K. J. Erbena, K. H. Máchy, K. H. Borovského a dalších), ale také pohádek, písní a legend. V roce 1942 vytvořil zásadní dílo Český betlém, v padesátých letech minulého století začal vytvářet figurální malbu a rozměrné formáty fantaskních krajin se zvířaty, rostlinami a lidmi. Zpočátku tvořil černobílé kompozice, okolo roku 1950 začaly podstatnou roli v jeho obrazech hrát výrazné barvy. Výrazná barevnost umocňovala mystičnost obrazů.  Stěžejním námětem jeho prací byl Don Quijote a jeho sluha Sancho Panza. Jedna část tvorby vychází z témat české i světové literatury, druhá ze životních zážitků, především z dětství, přetvořených ve fantazijní vize. Velkou inspirací pro něj bylo dílo Otokara Březiny. Podstatou Modrého tvorby je polarita. Na jedné straně se drží reality, na straně druhé vyjadřuje svou touhu po něčem neuskutečnitelném. Navrhoval také gobelíny, vyráběl i loutky.
Díla V. V. Modrého jsou zastoupena v Národní galerii v Praze, v Západočeské galerii, také v Galerii Klenová a v Karlových Varech, ale většina jeho obrazů se nachází v soukromých sbírkách nebo ve vlastnictví různých institucí v Plzeňském kraji. Například v Plzni je v budově Českého rozhlasu umístěn Modrého obraz Husité a v budově Studijní a vědecké knihovny Plzeňského kraje se nachází obraz Rekviem (Meditace), v Západočeském muzeu je torzo Českého betlému. Další realizace  jsou ve městě Tachově, kde jsou ve svatební síni vystaveny malby Dary země a Svatba ptáků.

## Výstavy (výběr)

### Samostatné
- 1942 – vystavení Českého betlému v Plzni
- 1948 – Západočeské muzeum, Plzeň
- 1949 – ARS Melantrich, Praha
- 1950 – síň Melantrich, České Budějovice
- 1966 – klub plzeňské mládeže DOMINIK, Plzeň
- 1968 – výstavní síň ČFVU U červeného srdce, Plzeň
- 1972 – výstavní síň ČFVU U červeného srdce, Plzeň
- 1975 – výstavní síň ČFVU U červeného srdce, Plzeň
- 1976 – Západočeská galerie Masné krámy, Plzeň
- 2002 – Západočeská galerie, Plzeň
- 2004 – Valdštejnská jízdárna, Praha
- 2006 – výstavní síň Masné krámy, Plzeň
- 2006 – Centrum Bavaria Bohemia, Plzeň

### Kolektivní
- 1935 – výstavní síň Obchodní akademie, Plzeň
- 1944 – vystavení Českého betlému, Mazačova galerie, Praha
- 1939 – Uměleckoprůmyslové muzeum, Plzeň
- 1962 – Západočeská galerie v Plzni, Plzeň
- 1970 – Kunstamt-Berlin-Neukölln
- 1975 – Galerie umění Karlovy Vary, Karlovy Vary
- 1989 – Galerie výtvarného umění, Kladno
- 2000 – Palác Kinských, Praha
- 2001 – Galerie města Plzně, Plzeň
- 2004 – Galerie moderního umění, Hradec Králové
- 2005 – Horácká galerie, Nové Město na Moravě
- 2005 – Galerie výtvarného umění, Cheb
- 2007 – Galerie města Plzně, Plzeň
- 2008 – Západočeská galerie v Plzni, Plzeň
- 2008 – Galerie města Plzně, Plzeň
- 2010 – Výstavní síň Masné krámy, Plzeň
- 2010 – Galerie Klatovy / Klenová, Janovice nad Úhlavou
- 2013 – Galerie Slováckého muzea, Uherské Hradiště [3]